# Лемон Гроув (Флорида)
Лемон Гроув (енгл. Lemon Grove) насељено је место без административног статуса у америчкој савезној држави Флорида.

## Демографија
По попису из 2010. године број становника је 657.
| Група             | 2000.    | 2010.       |
| Белци             | 0 (0,0%) | 542 (82,5%) |
| Афроамериканци    | 0 (0,0%) | 9 (1,4%)    |
| Азијати           | 0 (0,0%) | 16 (2,4%)   |
| Хиспаноамериканци | 0 (0,0%) | 83 (12,6%)  |
| Укупно            | 0        | 657         |